# CA Nueva Chicago
Club Atlético Nueva Chicago is een Argentijnse voetbalclub uit de Mataderoswijk van de hoofdstad Buenos Aires, die ook wel Nueva Chicago genoemd wordt.
De club werd drie keer kampioen van de tweede klasse (1930, 1981 en 2006).

## Bekende (oud-)spelers
- Marcelo Elizaga
- Lucio Filomeno
- Christian Eduardo Giménez
- Christian Gómez
- Juan Carlos Lorenzo
- Jonathan Santana
- Héctor Horacio Scotta

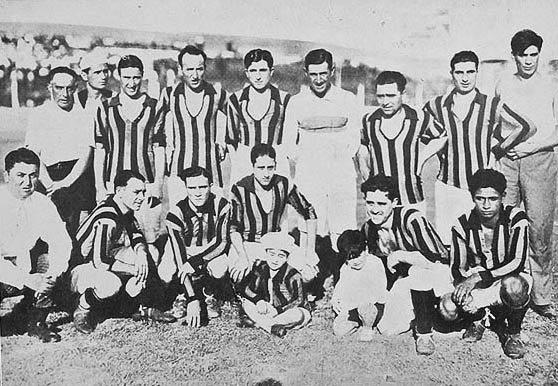
Team van 1930
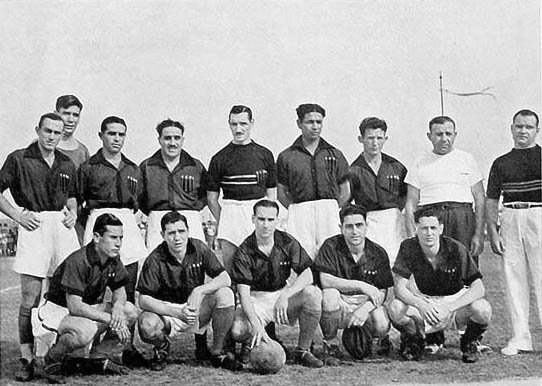
Kampioensteam van 1940